# Guglielmo IX av Monferrato
Guglielmo IX av Monferrato, född 1486, död 1518, var en italiensk länsherre. Han var regerande markis i Monferrato 1494-1518. 